# Liste der Kulturgüter in Winterthur/Kreis 6
Die Liste der Kulturgüter in Winterthur/Kreis 6 enthält alle Objekte im Kreis 6 (Wülflingen) in Winterthur, die gemäss der Haager Konvention zum Schutz von Kulturgut bei bewaffneten Konflikten, dem Bundesgesetz vom 20. Juni 2014 über den Schutz der Kulturgüter bei bewaffneten Konflikten sowie der Verordnung vom 29. Oktober 2014 über den Schutz der Kulturgüter bei bewaffneten Konflikten unter Schutz stehen. Kommunale Denkmalschutzobjekte der Stadt Winterthur werden in dieser Liste nicht aufgeführt.
Objekte der Kategorien A und B sind vollständig in der Liste enthalten, Objekte der Kategorie C fehlen zurzeit (Stand: 1. Januar 2022). Unter übrige Baudenkmäler sind weitere geschützte Objekte zu finden, die im Verzeichnis der Objekte von überkommunaler Bedeutung der kantonalen Denkmalpflege zu finden und nicht bereits in der Liste der Kulturgüter enthalten sind.

## Kulturgüter
| Foto | | Objekt                                                                                                 | Kat. | Typ | Standort                                | Beschreibung |
| ---- | --- | --- | ---- | --- | --------------------------------------- | ------------ |
| ja   | Datei hochladen · Wikidata zu Spinnerei Hard (Q2310847)                                                                              | Ehemalige Spinnerei Hard mit Nebenbauten und Fabrikantenvilla KGS-Nr.: 07773                           | A    | G   | Hard 1–21 693188 / 263720               |              |
| ja   | Datei hochladen · Wikidata zu Wespi-Mühle (Q8989380)                                                                                 | Wespi-Mühle KGS-Nr.: 07774                                                                             | A    | G   | Wieshofstrasse 103-106f 693840 / 262383 |              |
| ja   | Datei hochladen · Wikidata zu Burgruine Alt-Wülflingen (Q1015238)                                                                    | Alt-Wülflingen, mittelalterliche Burgruine KGS-Nr.: 07836                                              | A    | F   | 694142 / 261757                         |              |
| ja   | Datei hochladen · Wikidata zu Schloss Wülflingen (Q1296500)                                                                          | Schloss Wülflingen mit Waschhaus und Scheune KGS-Nr.: 07841                                            | A    | G   | Wülflingerstrasse 214 694973 / 263044   |              |
| ja   | Datei hochladen · Wikidata zu Tösssteg Winterthur-Wülflingen (Q29933286)                                                             | Fussgängerbrücke über die Töss, Betonbogenbrücke KGS-Nr.: 07789                                        | B    | G   | Schlosstal 694362 / 262042              |              |
| ja   | Datei hochladen · Wikidata zu Katholische Kirche St. Laurentius (Q15848574)                                                          | Katholische Kirche St. Laurentius KGS-Nr.: 07838                                                       | B    | G   | Wülflingerstrasse 181.1 695202 / 262859 |              |
| ja   | Datei hochladen · Wikidata zu Wülflingen, Kantonales Pflegeheim (ehemalige Spinnerei Beugger, um 1820) mit Nebengebäuden (Q29933494) | Kantonales Pflegeheim (Hauptgebäude der ehemaligen Spinnerei Beugger) mit Nebengebäuden KGS-Nr.: 07839 | B    | G   | Wieshofstrasse 102 693882 / 262478      |              |
| ja   | Datei hochladen · Wikidata zu Reformierte Kirche Wülflingen (Q29933497)                                                              | Reformierte Kirche Wülflingen KGS-Nr.: 07840                                                           | B    | G   | Lindenplatz 10.1 694628 / 263025        |              |
| ja   | Datei hochladen · Wikidata zu Bahnhof Winterthur Wülflingen (Q801620)                                                                | Bahnhof Winterthur Wülflingen mit Güterschuppen KGS-Nr.: 09514                                         | B    | G   | Wydenweg 13 693594 / 262487             |              |
| ja   | Datei hochladen · Wikidata zu Burgstelle Hoh-Wülflingen (Q1016000)                                                                   | Hoh-Wülflingen, mittelalterliche Burgstelle KGS-Nr.: 12725                                             | B    | F   | 693855 / 261613                         |              |

## Übrige Baudenkmäler
| ID              | Foto | | Objekt                                                                 | Kat.    | Typ | Standort                                   | Beschreibung |
| --------------- | ---- | --- | ---------------------------------------------------------------------- | ------- | --- | ------------------------------------------ | ------------ |
| 23800127        | ja   | Datei hochladen · Wikidata zu Bahnhof Winterthur Wülflingen, Güterschuppen (Q123309469)                           | Bahnhof Winterthur Wülflingen (Güterschuppen)                          | B kant. | G   | Wydenweg 13 693560 / 262513                |              |
| 23800386        |      | Datei hochladen · Wikidata zu Schloss Wülflingen, Waschhaus (Q123309645)                                          | Schloss Wülflingen (Waschhaus)                                         | B kant. | G   | Wülflingerstrasse 214 695007 / 263040      |              |
| 23800387        |      | Datei hochladen · Wikidata zu Schloss Wülflingen, Scheune (Q123309549)                                            | Schloss Wülflingen (Scheune)                                           | B kant. | G   | Wülflingerstrasse 214 694998 / 263077      |              |
| 238GARTEN00388  |      | Datei hochladen · Wikidata zu Schloss Wülflingen, Gartenanlage (Q123309644)                                       | Schloss Wülflingen (Gartenanlage)                                      | B kant. | G   | Wülflingerstrasse 214 695046 / 263017      |              |
| 2301705-20      |      | Datei hochladen · Wikidata zu Teppichsiedlung Burgstrasse (Q123237810)                                            | Teppichsiedlung Burgstrasse                                            | B kant. | G   | Burgstrasse 16-24 694410 / 262393          |              |
| 23800410        | ja   | Datei hochladen · Wikidata zu Wohnhaus Oberdorfstrasse 42&44 (Q123309470)                                         | Wohnhaus                                                               | B reg.  | G   | Oberdorfstrasse 42–44 694688 / 263042      |              |
| 23800414        | ja   | Datei hochladen · Wikidata zu Reformiertes Pfarrhaus Wülflingen (Q123309643)                                      | Reformiertes Pfarrhaus Wülflingen                                      | B reg.  | G   | Oberdorfstrasse 50 694634 / 263050         |              |
| 23800575        | ja   | Datei hochladen · Wikidata zu Klinik Schlosstal, ehemalige Spinnerei Beugger, Ökonomiegebäude (Q123309641)        | Klinik Schlosstal, ehem. Spinnerei Buegger (Ökonomiegebäude)           | B reg.  | G   | Wieshofstrasse 102 693874 / 262426         |              |
| 238GARTEN00571  |      | Datei hochladen · Wikidata zu Klinik Schlosstal, ehem. Spinnerei Beugger, Gartenanlage (Q123309722)               | Klinik Schlosstal, ehem. Spinnerei Buegger (Gartenanlage)              | B reg.  | G   | Wieshofstrasse 102 693874 / 262426         |              |
| 23800584        | ja   | Datei hochladen · Wikidata zu Fabrikantenwohnhaus Spinnerei Beugger (Q123309366)                                  | Klinik Schlosstal, ehem. Spinnerei Buegger (Ehem. Fabrikantenwohnhaus) | B reg.  | G   | Wieshofstrasse 103 693875 / 262378         |              |
| 23800578        | ja   | Datei hochladen · Wikidata zu Wespi-Mühle, Wohn- und Ökonomiegebäude (Q123309365)                                 | Wespi-Mühle (Wohn- und Ökonomiegebäude)                                | B reg.  | G   | Wieshofstrasse 106e-f 693835 / 262409      |              |
| 23800581        | ja   | Datei hochladen · Wikidata zu Wespi-Mühle, Mühlegebäude mit Büro- und Gewerberäumen und Turbinenhaus (Q123309638) | Wespi-Mühle (Mühlengebäude mit Büro- und Gewerberäumlichkeiten)        | B reg.  | G   | Wieshofstrasse 105 693814 / 262382         |              |
| 238SIL00581     | ja   | Datei hochladen · Wikidata zu Wespi-Mühle, Wohnhaus, ehem. Siloturm (Q123309639)                                  | Wespi-Mühle (Wohnhaus, ehem. Siloturm)                                 | B reg.  | G   | Wieshofstrasse 105a 693831 / 262364        |              |
| 230WUWR00082-04 |      | Datei hochladen · Wikidata zu Wespi-Mühle, Turbinenanlage im Turbinenhaus (Q123309637)                            | Wespi-Mühle (Turbinenanlage in Turbinenhaus)                           | B reg.  | G   | Wieshofstrasse 105 bei 693813 / 262385     |              |
| 230WUWR00082-05 | ja   | Datei hochladen · Wikidata zu Wespi-Mühle, Unterwasserkanal (Q123309086)                                          | Wespi-Mühle (Unterwasserkanal)                                         | B reg.  | G   | Wieshofstrasse 103 bei 693802 / 262418     |              |
| 230WUWR00082-01 |      | Datei hochladen · Wikidata zu Wespi-Mühle, Wasserfassung (Q123309548)                                             | Wespi-Mühle (Wasserfassung)                                            | B reg.  | G   | Wieshofstrasse 105 693876 / 262312         |              |
| 230WUWR00082-02 | ja   | Datei hochladen · Wikidata zu Wespi-Mühle, Oberwasserkanal (Q123309642)                                           | Wespi-Mühle (Oberwasserkanal)                                          | B reg.  | G   | Wieshofstrasse 103 bei 693880 / 262336     |              |
| 230WUWR00082-03 | ja   | Datei hochladen · Wikidata zu Wespi-Mühle, Rechenanlage und Turbineneinlauf (Q123309640)                          | Wespi-Mühle (Rechenanlage und Turbineneinlauf)                         | B reg.  | G   | Wieshofstrasse 105 bei 693834 / 262375     |              |
| 23802069        |      | Datei hochladen · Wikidata zu Terrassenhäuser Ost Haltenrebenstrasse 100–110a (Q123309724)                        | Terrassensiedlung (Terrassenhäuser Ost)                                | B reg.  | G   | Haltenrebenstrasse 100–110 693487 / 263674 |              |
| 23802070        |      | Datei hochladen · Wikidata zu Terrassenhäuser West Haltenrebenstrasse 112–122 (Q123309272)                        | Terrassensiedlung (Terrassenhäuser West)                               | B reg.  | G   | Haltenrebenstrasse 112–122 693447 / 263685 |              |
| 238UMGEBU02069  |      | Datei hochladen · Wikidata zu Terrassenhäuser West Haltenrebenstrasse 112–122 (Q123309272)                        | Terrassensiedlung (Umgebungsgestaltung)                                | B reg.  | G   | Haltenrebenstrasse 100 bei 693477 / 263691 |              |
|                 |      | Datei hochladen · Wikidata zu Eulachstrasse 6 (Q123170107)                                                        | Eulachstrasse 6                                                        | C       | G   | Eulachstrasse 6 694441 / 262891            |              |
|                 |      | Datei hochladen · Wikidata zu Villa Neuenhofer (Q123170282)                                                       | Villa Neuenhofer                                                       | C       | G   | Hohfurristrasse 98 694587 / 262254         |              |
|                 |      | Datei hochladen · Wikidata zu Lettenstrasse 17 (Q123170298)                                                       | Lettenstrasse 17                                                       | C       | G   | Lettenstrasse 17 694328 / 262481           |              |
|                 | ja   | Datei hochladen · Wikidata zu Schulhaus Neuburg (Q123170123)                                                      | Schulhaus Neuburg                                                      | C       | G   | Neuburgstrasse 80 693265 / 261373          |              |
|                 |      | Datei hochladen                                                                                                   | Oberdorfstrasse 49-55                                                  | C       | G   | Oberdorfstrasse 49-55 694719 / 263007      |              |
|                 |      | Datei hochladen · Wikidata zu Oberdorfstrasse 56 (Q123170246)                                                     | Oberdorfstrasse 56                                                     | C       | G   | Oberdorfstrasse 56 694690 / 263027         |              |
|                 |      | Datei hochladen · Wikidata zu Oberfeldstrasse 116 (Q123170003)                                                    | Oberfeldstrasse 116                                                    | C       | G   | Oberfeldstrasse 116 694754 / 262811        |              |
|                 |      | Datei hochladen · Wikidata zu Oberfeldstrasse 118a (Q123170055)                                                   | Oberfeldstrasse 118a                                                   | C       | G   | Oberfeldstrasse 118a 694748 / 262826       |              |
|                 |      | Datei hochladen · Wikidata zu Oberfeldstrasse 144 (Q123170033)                                                    | Oberfeldstrasse 144                                                    | C       | G   | Oberfeldstrasse 144 694646 / 262867        |              |
|                 |      | Datei hochladen · Wikidata zu Rankstrasse 14 (Q123172012)                                                         | Rankstrasse 14                                                         | C       | G   | Rankstrasse 14 694582 / 262821             |              |
|                 |      | Datei hochladen · Wikidata zu Wohnhaus Riedhofstrasse 7 (Q123170160)                                              | Wohnhaus Riedhofstrasse 7                                              | C       | G   | Riedhofstrasse 7 694458 / 263033           |              |
|                 | ja   | Datei hochladen · Wikidata zu Siedlung Weiertal (Q123169661)                                                      | Siedlung Weiertal                                                      | C       | G   | Rumstalstrasse 10-29 692777 / 261828       |              |
|                 | ja   | Datei hochladen · Wikidata zu Rote Trotte (Q27964140)                                                             | Rote Trotte                                                            | C       | G   | Schlosstalstrasse 92 694887 / 261573       |              |
|                 |      | Datei hochladen · Wikidata zu Hegnertrotte (Q123169927)                                                           | Hegnertrotte                                                           | C       | G   | Weinbergstrasse 130 695202 / 263219        |              |
|                 |      | Datei hochladen · Wikidata zu Wieshofstrasse 35 (Q123170148)                                                      | Wieshofstrasse 35                                                      | C       | G   | Wieshofstrasse 35 694493 / 262805          |              |
|                 |      | Datei hochladen · Wikidata zu Wieshofstrasse 52 (Q123170032)                                                      | Wieshofstrasse 52                                                      | C       | G   | Wieshofstrasse 52 694410 / 262712          |              |
|                 | ja   | Datei hochladen · Wikidata zu Wieshofstrasse 132 (Q123170273)                                                     | Wieshofstrasse 132                                                     | C       | G   | Wieshofstrasse 132 693409 / 262283         |              |
|                 |      | Datei hochladen · Wikidata zu Wülflingerstrasse 244 (Q123170206)                                                  | Wülflingerstrasse 244                                                  | C       | G   | Wülflingerstrasse 244 694662 / 262998      |              |
|                 |      | Datei hochladen · Wikidata zu Wirtschaft «Zur alten Post» (Q123170016)                                            | Wirtschaft «Zur alten Post»                                            | C       | G   | Wülflingerstrasse 250 694604 / 262984      |              |

Legende: Im Wesentlichen siehe Legende der Liste der Kulturgüter von nationaler und regionaler Bedeutung, mit folgenden Ausnahmen:
- Anstelle der KGS-Nummer wird als Objekt-Identifikator (ID) die Inventarnummer im Verzeichnis der Objekte von überkommunaler Bedeutung des kantonalen Denkmalschutzamtes verwendet.
- Bei den Kategorien wird wie folgt unterschieden: B kant. = Objekt von kantonaler Bedeutung (Kanton Zürich); B reg. = Objekt von regionaler Bedeutung (Kanton Zürich).